# Острівна вулиця (Київ)
Острівна́ ву́лиця — вулиця в Голосіївському районі міста Києва, місцевість Корчувате. Пролягає від Новопирогівської вулиці до кінця забудови.
Прилучається Мисливська вулиця та безіменний проїзд до Столичного шосе.

## Історія
Виникла в 1-й половині XX століття як вулиця без назви. Сучасна назва — з 1958 року.